# Église Saint-Martin de Monclaris
Pour les articles homonymes, voir Église Saint-Martin.
L'église Saint-Martin de Monclaris est une église catholique située dans le département français de la Gironde, sur la commune de Sigalens, en France.

## Localisation
L'église se trouve au lieu-dit Monclaris ; ce lieu-dit se trouve au sud du bourg de Sigalens, à environ 3,7 km par la route, et peut être rejoint par la route départementale D124 vers le sud jusqu'au carrefour avec la route départementale D124e8 (3 km) puis par une route vicinale vers l'est sur 700 m.

## Historique
L'édifice construit aux XIIIe et XIVe siècles, restauré vers 1680 et à nouveau vers 1822, et dont la nef est totalement effondrée, est inscrit au titre des monuments historiques par arrêté du 2 juillet 1987 pour ses façades, la toiture et le décor intérieur du chœur et la tombe du Père Bertrand François Castera, ancien aumônier de Louis XVI et curé de la paroisse vers 1830.

## Notes et références

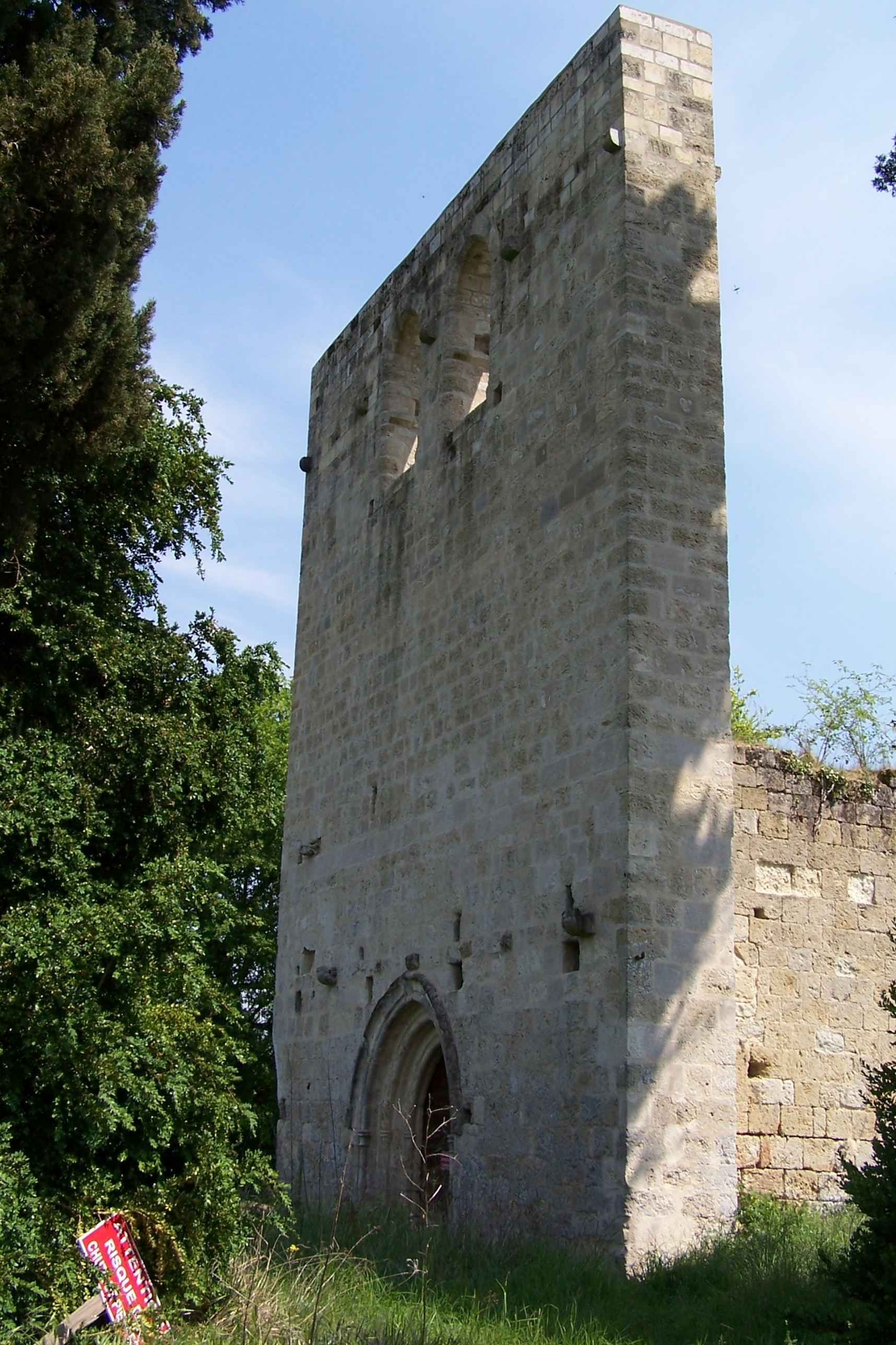
Vue ouest du porche et du clocher-pignon (avr. 2011)
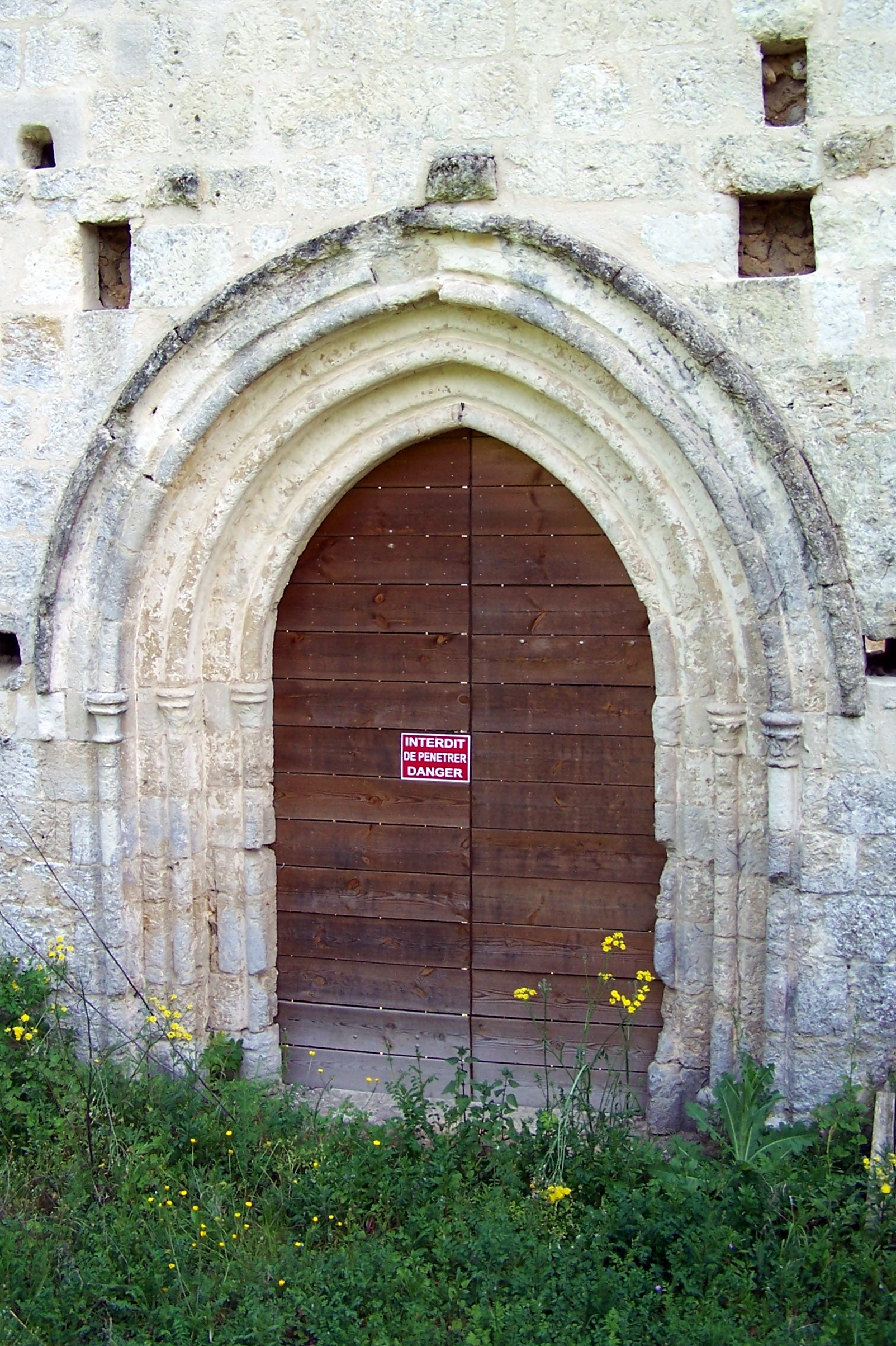
Vue sud du porche et du clocher-pignon (avr. 2011)
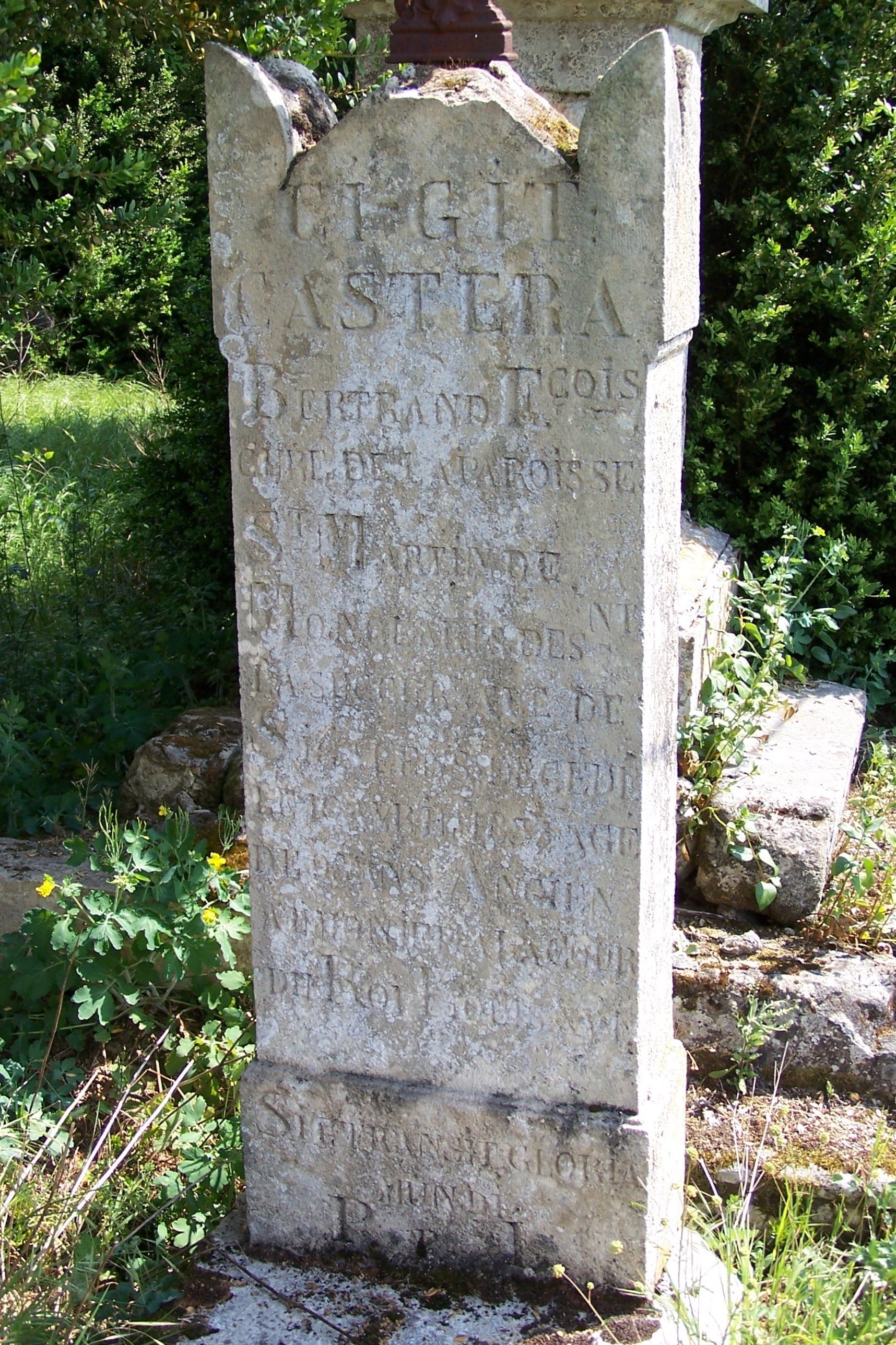
Tombe du Père Castera (avr. 2011)